# Dominik Koechlin
Dominik Koechlin (* 18. März 1959 in Basel; † 12. Juli 2015 ebenda) war ein Schweizer Manager der Telekombranche.

## Leben
Dominik Koechlin wuchs in Bern als Sohn von Samuel Koechlin und Christiane Koechlin-Sarasin auf. Damit entstammte er dem elsässischen Ast der weitverzweigten Familie Koechlin, er war ein Urenkel des Politikers und Offiziers Carl Koechlin, Ururenkel des Unternehmers Alphons Koechlin sowie ein Cousin sechsten Grades des Designers Lionel Koechlin. Dominik Koechlin absolvierte ein Rechtsstudium an der Universität Bern, wo er auch promoviert wurde und machte ein Ergänzungsstudium an der privaten Wirtschaftshochschule Insead in Fontainebleau. Seinen Einstieg ins Berufsleben vollzog Koechlin bei der Bank Sarasin in Basel. Später gründete er die Beratungsfirma Ellipson für Umweltfragen. Dann wechselte er in die Telekommunikationsbranche. Er war als Jurist Strategiechef bei Swisscom, dem Telekom-Teil der ehemaligen Schweizer PTT. Von 1996 bis 2000 war er dort Geschäftsleitungsmitglied und damit mitverantwortlich auch für den Börsengang von Swisscom im Jahr 1998. Nach Unstimmigkeiten mit dem Verwaltungsratspräsident von Swisscom, Markus Rauh, verliess er das Unternehmen. Von 2006 bis zu seinem Tod war er Mitglied des Verwaltungsrates der Avaloq-Gruppe. Ab 2008 war er Mitglied des Verwaltungsrates von Clariant und ab 2010 Mitglied des Präsidium von Sunrise Communications, dem Hauptkonkurrenten von Swisscom, wo er bis zu seinem Tod als deren Präsident des Verwaltungsrates agierte. Als Krönung des Wirkens von Koechlin und Sunrise Chef Libor Voncina darf der Börsengang von Sunrise 2015 angesehen werden, schrieb die NZZ. Ein Erfolg, der ohne Koechlin und Voncina undenkbar gewesen wäre. Die Basler Zeitung schrieb im Nachruf: Er war wohl der Einzige, der gleich zwei Börsengänge von Telekomunternehmen in der Schweiz ganz eng begleitet hat.
Koechlin starb am 12. Juli 2015 in Basel.

## Mandate
- Universitätsrat Basel[9]
- Verwaltungsrat bei den Schweizer Firmen Avaloq, Clariant und Swissmetall
- Verwaltungsratspräsident von Sunrise Communications ab 2010
- Stiftungsrat der LGT Group Foundation ab 2001